# José Luis Alcaine
José Luis Alcaine Escaño est un directeur de la photographie espagnol, né le 26 décembre 1938 à Tanger (Maroc), collaborateur régulier de Pedro Almodóvar.

## Biographie
José Luis Alcaine a été choisi en 2013 pour faire la lumière du film Passion de Brian De Palma car, selon le réalisateur, il sait « filmer les belles femmes », ce qui est sensible dans les films d'Almodovar. Brian De Palma, qui regrette que la capacité à sublimer la beauté d'une actrice se soit perdue souligne que Alcaine, de deux ans son ainé, sait encore le faire car il est « de la vieille école. »

## Filmographie partielle
- 1974 : Vera, un cuento cruel
- 1974 : ¿... Y el prójimo?
- 1975 : ¡Ya soy mujer!
- 1975 : Obsession (Obsesión)
- 1975 : ¡Ya soy mujer!
- 1975 : Sensualidad
- 1975 : Vía libre al tráfico
- 1975 : Pepita Jiménez
- 1975 : País, S.A.
- 1975 : El juego del diablo
- 1975 : La encadenada
- 1976 : Las cuatro novias de Augusto Pérez
- 1976 : Les Révoltés de l'an 2000 (¿Quién puede matar a un niño?)
- 1976 : Retrato de familia
- 1976 : Canciones para después de una guerra
- 1977 : Adiós Alicia
- 1977 : Marián
- 1977 : María, la santa
- 1977 : El puente
- 1977 : Cambio de sexo
- 1977 : Dios bendiga cada rincón de esta casa
- 1978 : Oro rojo
- 1978 : La Fille (Così come sei)
- 1978 : Vámonos, Bárbara
- 1978 : Soldados
- 1979 : La vieja memoria
- 1979 : De l'enfer à la victoire (From Hell to Victory)
- 1979 : Gulliver
- 1980 : La lucha Thai
- 1980 : Thais, hombres libres
- 1980 : La fiesta de los elefantes
- 1980 : Ayutaya, el fin de una ciudad
- 1980 : La muchacha de las bragas de oro
- 1980 : La campanada
- 1982 : Per favore, occupati di Amelia
- 1982 : La próxima estación
- 1982 : La Triple Mort du troisième personnage (La triple muerte del tercer personaje)
- 1982 : Bésame, tonta
- 1982 : Asesinato en el Comité Central
- 1982 : Démons dans le jardin (Demonios en el jardín)
- 1983 : Le Sud (El sur)
- 1984 : El caso Almería
- 1984 : Akelarre
- 1984 : Tasio
- 1985 : La reina del mate
- 1985 : Rustlers' Rhapsody
- 1985 : La corte de Faraón
- 1985 : Los paraísos perdidos
- 1985 : Le Chevalier du dragon (El caballero del dragón)
- 1986 : Mambru s'en va-t-en guerre (Mambrú se fue a la guerra)
- 1986 : L'Autre Moitié du ciel (La mitad del cielo)
- 1986 : Hay que deshacer la casa
- 1986 : El viaje a ninguna parte
- 1987 : El Lute, marche ou crève (El Lute: Camina o revienta) de Vicente Aranda
- 1987 : Casanova de Simon Langton
- 1988 : Jarrapellejos
- 1988 : Femmes au bord de la crise de nerfs (Mujeres al borde de un ataque de nervios)
- 1988 : Demain, je serai libre (El Lute II: mañana seré libre)
- 1989 : Le Rêve du singe fou, de Fernando Trueba
- 1989 : El mar y el tiempo
- 1990 : Attache-moi ! (Átame!)
- 1990 : ¡Ay, Carmela!
- 1990 : Dancing Machine
- 1990 : Barbablù, Barbablù
- 1991 : Solo o en compañía de otros
- 1991 : Amants (Amantes)
- 1992 : Sevillanas
- 1992 : Jambon, Jambon (Jamón, jamón) de Bigas Luna
- 1992 : Belle Époque (Belle epoque)
- 1992 : Sam suffit
- 1993 : El pájaro de la felicidad
- 1993 : Intruso
- 1993 : Macho (Huevos de oro) de Bigas Luna
- 1993 : Hay que zurrar a los pobres
- 1994 : La teta i la lluna
- 1994 : La pasión turca de Vicente Aranda
- 1995 : Dile a Laura que la quiero
- 1995 : Two Much
- 1996 : Libertarias
- 1996 : Más allá del jardín
- 1997 : Tranvía a la Malvarrosa
- 1997 : Le Jeune Homme amoureux (En brazos de la mujer madura)
- 1997 : La pistola de mi hermano
- 1998 : Don Juan
- 1998 : Il mio West
- 1999 : Première Sortie (Blast from the Past) de Hugh Wilson
- 1999 : Celos
- 1999 : L'amante perduto
- 2000 : Sé quién eres
- 2001 : Son de mar
- 2001 : Chica de Río
- 2002 : Dancer Upstairs
- 2002 : António, Um Rapaz de Lisboa
- 2002 : El caballero Don Quijote
- 2002 : La vida de nadie
- 2003 : Al sur de Granada
- 2004 : La Mauvaise Éducation (La mala educación)
- 2004 : La puta y la ballena
- 2004 : Roma
- 2005 : Juanita de Tanger (La vida perra de Juanita Narboni)
- 2005 : Otros días vendrán
- 2005 : Vie et Couleur (Vida y color)
- 2006 : Volver
- 2006 : Tirante el Blanco
- 2006 : Pedro entrevista a las actrices (vidéo)
- 2007 : Teresa, el cuerpo de Cristo
- 2007 : Tuya siempre
- 2007 : La 13 rosas
- 2007 : Canciones de amor en Lolita's Club
- 2008 : Rivales
- 2009 : Vacances à la grecque (My Life in Ruins)
- 2011 : La piel que habito de Pedro Almodóvar
- 2012 : Passion de Brian De Palma
- 2013 : Les Amants passagers (Los amantes pasajeros) de Pedro Almodóvar
- 2016 : La Reine d'Espagne (La Reina de España) de Fernando Trueba
- 2018 : Everybody Knows (Todos Lo Saben) d'Asghar Farhadi
- 2019 : Douleur et Gloire (Dolor y Gloria) de Pedro Almodóvar
- 2019 : Domino : La Guerre silencieuse (Domino) de Brian De Palma
- 2021 : Madres paralelas de Pedro Almodóvar

## Distinctions
- Cinq Prix Goya de la meilleure photographie :
  - Le Rêve du singe fou
  - Belle Époque
  - El pájaro de la felicidad
  - El caballero Don Quijote
  - Las 13 rosas
- Directeur de la photo européen de l'année en 2006
- Prix Vulcain de l'artiste technicien en 2011[2] pour La piel que habito
- Médaille d'or du mérite des beaux-arts en 2017[3]